# Monrupino
Monrupino är en kommun i regionen Friuli-Venezia Giulia i Italien och tillhörde tidigare även provinsen Trieste som upphörde 2017. Kommunen hade 865 invånare (2018).